# Code-invouwing

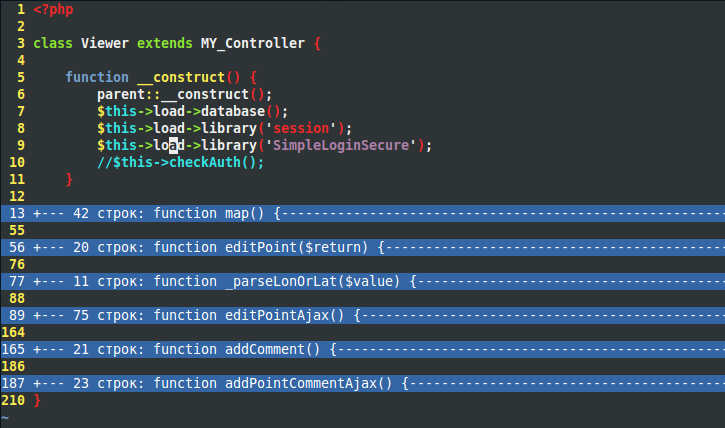
Ingevouwen PHP-code in de Vim-editor

Code-invouwing (Eng. code folding) is een optie in sommige IDE's waarmee de gebruiker secties broncode kan opvouwen (onzichtbaar maken) terwijl hij aan andere secties werkt. Zo kan de softwareontwikkelaar omgaan met grote stukken code in één venster, zonder verloren te gaan in de complexiteit. Een punt voor invouwing is typisch een methode, maar kan ook een volledige klasse zijn, of een klein stukje code zoals een if-then-else-blokje of een commentaarsectie. 
De open source-teksteditor Vim en de Java-IDE Eclipse bieden sterk configureerbare ondersteuning voor code-invouwing. Ook Visual Studio van Microsoft en de KDE-teksteditor Kate ondersteunen dit. Enkele andere teksteditors die code-invouwing ondersteunen zijn Geany, Notepad++ en SciTE (alle drie gebaseerd op Scintilla).